# 量
この記事では量（りょう、羅: quantitas、英: quantity、独: Quantität）について解説する。

## 概説
「量」の概念は様々に定義されている。
- 広辞苑では、測定の対象となる、ものの大・小や多・小[1]、としている。
- [誰?]「大きさを持ち、計測したり大小を比較したりできるもののこと[要出典]」としている。
- 日本産業規格（JIS） Z8000規格群では、量（英: quantity）とは「数と計量参照（英: reference）との組合せとして表すことができる大きさ（英: magunitude）をもつ、現象、物体又は物質の性質」であると定義されている[2]。
  - JIS Z8103では、「現象、物体又は物質の持つ属性で、定性的に区別でき、かつ、定量的に決定できるもの」であると定義されている[3]。

- 計量標準総合センター 国際計量室が訳出した用語集では、「測定可能な量 Quantity(measurable) 」とは「現象、物体または物質の属性であり、その属性は大きさを持ち、その大きさを数値および計量参照（reference）として表せるもの」としている[4]。

「量より質」の表現のように、「量」（英: quantity、クオンティティ）の対比的概念としては「質」（英: quality、クオリティ）が挙げられる。また「定量的（研究） / 定性的（研究）」という対比もある。
ほとんどの文書では特に断らない限りは量は実数値（自然数値のみのときも含む）を取るスカラー量である。本項目の以下の記載でも単に量と言えばスカラー量とする。
量と数
（測定できる量は）数（すう）と単位（または単位に準ずるもの）の積の形式で表せる。
対応する数の種類で量が分類されることもある。個数や貨幣のように分割できない最小量が存在する量は、「離散量」または「分離量」と呼ばれる。整数に対応している。一方、最小量（最小単位）がない量は「連続量」と呼ばれ、これは実数に対応する。離散量と連続量はそれぞれ、デジタル量およびアナログ量とも呼ばれる。
離散量と似た言葉で可算量という言葉も使われる。ただし、数学における可算集合とは自然数と1対1に対応する集合のことであり、有理数は可算集合である。有理数は稠密集合なので、有理数で表した量が離散量とは言えない。有理数のみに対応する量の例はほとんどないが、多くの場合に量の値は有限桁数の小数、すなわち有理数の一部で表されている。しかしこれは通常は、実数値である真の値の近似値と見なされる。
単位（または単位に準ずるもの）によりその量の具体的種類の範囲が示される。また、物品、人員、服、紙、本などの可算量を数える助数詞の「個（こ）」「人（にん）」「着（ちゃく）」「枚」「冊」などは単位ではなくて「単位に準ずるもの」と見なされる。
統計学と尺度
統計学ではデータを示す変数を、名義尺度、順序尺度、間隔尺度、比率尺度（比例尺度）、の4つの尺度水準として分類している。この中で、名義尺度は定性的な値、そのほかの量は定量的な値に区分される。

## 物象の状態の量
日本における計量についての基本を定めた計量法においては、量のうち具体的に「取引または証明、産業、学術、日常生活等の分野での計量で重要な機能を期待されている」事象等として89量を列挙し、これを「物象の状態の量」(quantity of the state of physical phenomena)と規定している。この89量のうちの重要な72量については、計量法が定める計量単位のみを取引又は証明に使用することを計量法は強制している。詳細は法定計量単位#物象の状態の量を参照。
これらの89量は以下であり、これらが実際に用いられる量の具体例である。

### 確立された計量単位の存在する72の物象の状態の量
「典型72量」と呼ばれる。1)長さ、2)質量、3)時間、4)電流、5)温度、6)物質量、7)光度、8)角度、9)立体角、10)面積、11)体積、12)角速度、13)角加速度、14)速さ、15)加速度、16)周波数、17)回転速度、18)波数、19)密度、20)力、21)力のモーメント、22)圧力、23)応力、24)粘度、25)動粘度、26)仕事、27)工率、28)質量流量、29)流量、30)熱量、31)熱伝導率、32)比熱容量、33)エントロピー、34)電気量、35)電界の強さ、36)電圧、37)起電力、38)静電容量、39)磁界の強さ、40)起磁力、41)磁束密度、42)磁束、43)インダクタンス、44)電気抵抗、45)電気のコンダクタンス、46)インピーダンス、47)電力、48)無効電力、49)皮相電力、50)電力量、51)無効電力量、52)皮相電力量、53)電磁波の減衰量、54)電磁波の電力密度、55)放射強度、56)光束、57)輝度、58)照度、59)音響パワー、60)音圧レベル、61)振動加速度レベル、62)濃度、63)中性子放出率、64)放射能、65)吸収線量、66)吸収線量率、67)カーマ、68)カーマ率、69)照射線量、70)照射線量率、71)線量当量、72)線量当量率の72量である。
（注）各々の物象の状態の量の前に付した数字は、計量法第2条第1項第1号における列挙順の番号である。

### 確立された計量単位のない17の物象の状態の量
73)繊度、74)比重、75)引張強さ、76)圧縮強さ、77)硬さ、78)衝撃値、79)粒度、80)耐火度、81)力率、82)屈折度、83)湿度、84)粒子フルエンス、85)粒子フルエンス率、86)エネルギーフルエンス、87)エネルギーフルエンス率、88)放射能面密度、89)放射能濃度の17量である。
（注）各々の量の前に付した数字は、計量単位令第1条における列挙順序であり、典型72量からの通し番号である。

## 量体系
量体系（りょうたいけい、英: system of quantities）とは、量を関係付ける矛盾のない方程式の集合を併せ持つ量の集合である。量体系には相互に矛盾がなければ異なる表現方法が存在してよく、どの方法を用いるかは、あくまで取り決めによって合意される。任意の量体系における量の間の数学的関係は量方程式（りょうほうていしき、英: quantity equation）と呼ばれる。
物理科学の全域に亘ってほぼ普遍的に受け入れられている量体系として国際量体系（ISQ）がある。

### 基本量と組立量
基本量（きほんりょう、英: base quantity）とは、慣習的に選択された任意の量体系の部分集合に含まれる量であって、その部分集合の中のいずれの量も、その部分集合の他の量では表現できないものである。
組立量（くみたてりょう、英: derived quantity）とは、ある量体系の中で、その体系の基本量によって定義される量である。
どの量をいくつ基本量とみなすかは、選択の問題である。また、組立量を定義するためにどの方程式を使用するかも、選択の問題である。

### 量の値
量の値（英: quantity value, value of a quantity）、あるいは単に値（英: value）とは、量の大きさを表現する数と計量参照との組み合わせである。計量参照を除いた量の値の数を量の数値（英: numerical quantity value, numerical value of a quantity）、あるいは単に数値（英: numerical value）と呼ばれる。
量方程式は測定単位の選び方に依らないが、特定の測定単位を用いた場合の数量値の間の数学的関係は数値方程式（すうちほうていしき、英: numerical value equation）あるいは数量値方程式（すうりょうちほうていしき、）と呼ばれる。

## 可能な演算による量の分類

### 順序尺度量
順序尺度量（英: ordinal quantity）とは、取決めによる測定手順によって、他の同種の量との間で大きさに基づく全順序関係を確立することができる量である。順序尺度量の間には代数関係は存在せず、その差や比に物理的な意味はない。順序尺度量の値の目盛によって並べられる。順序尺度量は経験的関係だけを通して他の量と関係付けられるため、通常は量体系の一部とはみなされない。また、測定単位も量の次元も持たない。
例
- ロックウェル硬度
- 石油燃料のオクタン価
- 地震のリヒタースケール
- 0から5までのスケールによる腹痛の主観的レベル（リッカート尺度）

### ポテンシャル量
ポテンシャル量とは何らかの積分として与えられる量である。積分であるため空間上の点と強く結びついている。ここでいう空間とは幾何学的な空間だけでなく、時間を併せた時空や、位相空間や状態空間などのより抽象的な空間も含まれる。
ポテンシャル量の大きさには積分定数に相当する任意性があり、適当に基準点を選び、基準点におけるポテンシャル量の大きさを定めることで、任意の点におけるポテンシャル量の大きさが定まる。基準の選び方に依存して変わるためポテンシャル量の絶対的な大きさには意味がない。その為、同種のポテンシャル量の間での比にも意味がない。
また、基準点に依存するため、ポテンシャル量の和に意味がない場合もある。
一方、ポテンシャル量の差は基準点への依存性が相殺されるため不定性なく定義が可能で、○○差や○○間隔と呼ばれる新たな量を定める。
ポテンシャル量の例としては、山の標高や飛行軌道の高度、重力ポテンシャル、静電ポテンシャル（電位）、温度などが挙げられる。
例えば、標高や高度は一般的に海面を高さゼロの基準に定めて海抜で表される。また、局所的に存在する電荷による静電ポテンシャルであれば、場を生じさせる電荷から無限の遠方においてゼロとなるように選ばれる。摂氏温度は当初は氷点をゼロ基準としたが、現在では273.15Kの絶対温度をゼロ基準として定義されている。
そもそも空間の座標、例えば1次元空間での例として東海道線の駅の位置を東京駅からの線路に沿った距離で表した座標などは、ここでいう間隔尺度的な量であり長さの次元を持つ。座標間の差である位置間隔は長さそのものである。また時間軸に沿って言えば、時刻や日付は間隔尺度的な量であり、時間間隔は比例尺度的な量である。

### 加法的な量
質量や体積などの素朴な加法が成り立つ量は加法的な量と呼ばれる。素朴な加法とは部分の量の和が全体の量となるということである。例えば、物体Aと物体Bを合わせた物体A+Bの質量m(A+B)は、物体Aの質量m(A)と物体Bの質量m(B)の和m(A)+m(B)となる。
熱力学においては加法性による区別は重要であり、加法的な量は示量性（英: extensive）の量（示量性変数）、加法的でない量は示強性（英: intensive）の量（示強性変数）と呼ばれて区別される。
加法的でない量としては温度や圧力、電場の強度や磁場の強度などが挙げられる。

## 各領域とさまざまな量
量は以下に示すように、領域ごとに、様々の観点から分類することができる。

### 物理量
JIS-Z8103における物理量の定義は「物理学における一定の理論体系の下で次元が確定し、定められた単位の倍数として表すことができる量」である。
また『丸善-単位の辞典』での定義・説明では、物理量とは「物理現象や物質の、一つの測定できる属性」である。
また「物理量とは物理的実体について客観的に測定可能であり測定器等による測定方法が定められた量である」ともされる。物理量を表す単位を物理単位という。
この定義では測定器等としてどのような範囲のものを想定するかによる任意性がある。「だが、極めて狭義に解釈すれば、国際単位系における7種の基本量（長さ、質量、時間、電流、熱力学的温度、物質量、光度）およびそれから誘導される量のみ、例えば、速度、加速度、濃度、比重、密度、 圧力、エントロピー、 エンタルピー、体積、モル濃度、 電力、 照度、 ラド、 ベクレル、 シーベルト、レイノルズ数などを指すと言える。」　広義に解釈すれば例えば、分子数、微粒子数、細胞数、生物個体数、恒星数、他様々な物体の個数も測定方法が確かな物理量である。また個数の測定にもパーティクルカウンターやセルソーター等の測定器を使うことも多い。また、固体の硬度、引火点、ガラス転移点など正確な値を定義しにくい量でも広義には物理量と見なすことができる。
ただし「物理量」という言葉は自然科学分野の文書中でさえ特に明確な定義なしで使われることが多く、それが指す範囲には曖昧さがあり、著者と文脈により異なることがある。つまり、ある特定の量が物理量であるか否かという判断が著者と文脈により異なったり判断できなかったりする。
物理学（や化学）で用いられる量の大きさを表すためには、2つの因子が必要である。ひとつは、問題としている量と同じ種類の「標準量」、つまり「単位」である。もうひとつは、この「単位」との大きさの比を表す数値である。
ある物理量というのは、それとは相違した2種以上の物理量との関係式によって定義される。したがって、適切な「基本量」をいくつか選ぶということをすると、他の様々な物理量は 基本量の組み合わせで定まることになる。このような方法で、基本量の組み合わせによって導かれる量を「誘導量」という。「基本量」としては、通常は、「長さ」「質量」「時間」を選択している。ただし物理学で、熱の問題を扱う場合は、これら3つに加え「温度」を加えている。
物理学では、1つの数値だけで表わされる量だけでなく、複数の数値の組（セット）で表わされる物理量も扱う。ただ一つの数で表される量を「スカラー量」と呼び、複数の数の組で表される量を「ベクトル量」と呼ぶ。「ベクトル量」としては、例えば力や速度などがある。これらは空間内のベクトルに対応している（「3次元空間ではベクトルはx軸、y軸、z軸、それぞれの3つ数値を持つ」と考え、その結果、3つの数字の組わせとなる）。
また物理学では、テンソルに対応するテンソル量（例. 固体の応力など）、複素数に対応する複素数量（例.量子力学での波動関数）もある。
古典物理学では「測定可能な物理量は、理想的な実験を行えば（任意の精度で）決定され、その結果は数値または数値の組で表現される」と 考える （考えた）。だが量子力学では、不確定性原理を認め、「ある物理量とそれに共役な物理量とを同時に正確に測定することはできない」とし、物理量を状態ベクトルに作用する演算子（行列）で表現する。
|                                                                                                   |                                                                                                   |                                                                                                   |                                                                                                   | Quantity in numerator (分数の)分子の量 | | | | | | | | |
| Amount of substance 物質量* Symbol 記号: {\displaystyle n} SI単位: {\displaystyle \mathrm {mol} } | Amount of substance 物質量* Symbol 記号: {\displaystyle n} SI単位: {\displaystyle \mathrm {mol} } | Amount of substance 物質量* Symbol 記号: {\displaystyle n} SI単位: {\displaystyle \mathrm {mol} } | Volume 体積* Symbol 記号: {\displaystyle V} SI単位: {\displaystyle \mathrm {m^{3}} }              | Volume 体積* Symbol 記号: {\displaystyle V} SI単位: {\displaystyle \mathrm {m^{3}} }                                                         | Volume 体積* Symbol 記号: {\displaystyle V} SI単位: {\displaystyle \mathrm {m^{3}} }                                                         | Mass 質量* Symbol 記号: {\displaystyle m} SI単位: {\displaystyle \mathrm {kg} }                                                              | Mass 質量* Symbol 記号: {\displaystyle m} SI単位: {\displaystyle \mathrm {kg} } | Mass 質量* Symbol 記号: {\displaystyle m} SI単位: {\displaystyle \mathrm {kg} } | | | | |
| Quantity in denominator 分母の量                                                                  | Amount of substance 物質量* Symbol 記号: {\displaystyle n} SI単位: {\displaystyle \mathrm {mol} } | Amount of substance 物質量* Symbol 記号: {\displaystyle n} SI単位: {\displaystyle \mathrm {mol} } | Amount of substance 物質量* Symbol 記号: {\displaystyle n} SI単位: {\displaystyle \mathrm {mol} } | amount-of-substance fraction 物質量分率* {\displaystyle x_{\rm {B}}={\frac {n_{\rm {B}}}{n}}} SI単位: {\displaystyle {\rm {mol/mol}}=1}      | amount-of-substance fraction 物質量分率* {\displaystyle x_{\rm {B}}={\frac {n_{\rm {B}}}{n}}} SI単位: {\displaystyle {\rm {mol/mol}}=1}      | amount-of-substance fraction 物質量分率* {\displaystyle x_{\rm {B}}={\frac {n_{\rm {B}}}{n}}} SI単位: {\displaystyle {\rm {mol/mol}}=1}      | molar volume モル体積* {\displaystyle V_{\rm {m}}={\frac {V}{n}}} SI単位: {\displaystyle {\rm {m^{3}/mol}}}                                                                            | molar volume モル体積* {\displaystyle V_{\rm {m}}={\frac {V}{n}}} SI単位: {\displaystyle {\rm {m^{3}/mol}}}                                                                            | molar volume モル体積* {\displaystyle V_{\rm {m}}={\frac {V}{n}}} SI単位: {\displaystyle {\rm {m^{3}/mol}}}                                                                            | molar mass モル質量* {\displaystyle M={\frac {m}{n}}} SI単位: {\displaystyle {\rm {kg/mol}}}                                   | molar mass モル質量* {\displaystyle M={\frac {m}{n}}} SI単位: {\displaystyle {\rm {kg/mol}}}                                   | molar mass モル質量* {\displaystyle M={\frac {m}{n}}} SI単位: {\displaystyle {\rm {kg/mol}}}                                   |
| Quantity in denominator 分母の量                                                                  | Volume 体積 Symbol 記号: {\displaystyle V} SI単位: {\displaystyle \mathrm {m^{3}} }               | Volume 体積 Symbol 記号: {\displaystyle V} SI単位: {\displaystyle \mathrm {m^{3}} }               | Volume 体積 Symbol 記号: {\displaystyle V} SI単位: {\displaystyle \mathrm {m^{3}} }               | amount-of-substance concentration 物質量濃度* {\displaystyle c_{\rm {B}}={\frac {n_{\rm {B}}}{V}}} SI単位: {\displaystyle {\rm {mol/m^{3}}}} | amount-of-substance concentration 物質量濃度* {\displaystyle c_{\rm {B}}={\frac {n_{\rm {B}}}{V}}} SI単位: {\displaystyle {\rm {mol/m^{3}}}} | amount-of-substance concentration 物質量濃度* {\displaystyle c_{\rm {B}}={\frac {n_{\rm {B}}}{V}}} SI単位: {\displaystyle {\rm {mol/m^{3}}}} | volume fraction 体積分率* {\displaystyle \varphi _{\rm {B}}={\frac {x_{\rm {B}}V_{\rm {m,B}}^{*}}{\Sigma x_{\rm {A}}V_{\rm {m,A}}^{*}}}} SI単位: {\displaystyle {\rm {m^{3}/m^{3}=1}}} | volume fraction 体積分率* {\displaystyle \varphi _{\rm {B}}={\frac {x_{\rm {B}}V_{\rm {m,B}}^{*}}{\Sigma x_{\rm {A}}V_{\rm {m,A}}^{*}}}} SI単位: {\displaystyle {\rm {m^{3}/m^{3}=1}}} | volume fraction 体積分率* {\displaystyle \varphi _{\rm {B}}={\frac {x_{\rm {B}}V_{\rm {m,B}}^{*}}{\Sigma x_{\rm {A}}V_{\rm {m,A}}^{*}}}} SI単位: {\displaystyle {\rm {m^{3}/m^{3}=1}}} | mass density 質量密度* {\displaystyle \rho ={\frac {m}{V}}} SI単位: {\displaystyle {\rm {kg/m^{3}}}}                           | mass density 質量密度* {\displaystyle \rho ={\frac {m}{V}}} SI単位: {\displaystyle {\rm {kg/m^{3}}}}                           | mass density 質量密度* {\displaystyle \rho ={\frac {m}{V}}} SI単位: {\displaystyle {\rm {kg/m^{3}}}}                           |
| Quantity in denominator 分母の量                                                                  | Mass 質量 Symbol 記号: {\displaystyle m} SI単位: {\displaystyle {\rm {kg}}}                       | Mass 質量 Symbol 記号: {\displaystyle m} SI単位: {\displaystyle {\rm {kg}}}                       | Mass 質量 Symbol 記号: {\displaystyle m} SI単位: {\displaystyle {\rm {kg}}}                       | molality 質量モル濃度* {\displaystyle b_{\rm {B}}={\frac {n_{\rm {B}}}{m_{\rm {A}}}}} SI単位: {\displaystyle {\rm {mol/kg}}}                 | molality 質量モル濃度* {\displaystyle b_{\rm {B}}={\frac {n_{\rm {B}}}{m_{\rm {A}}}}} SI単位: {\displaystyle {\rm {mol/kg}}}                 | molality 質量モル濃度* {\displaystyle b_{\rm {B}}={\frac {n_{\rm {B}}}{m_{\rm {A}}}}} SI単位: {\displaystyle {\rm {mol/kg}}}                 | specific volume 比体積* {\displaystyle v={\frac {V}{m}}} SI単位: {\displaystyle {\rm {m^{3}/kg}}}                                                                                      | specific volume 比体積* {\displaystyle v={\frac {V}{m}}} SI単位: {\displaystyle {\rm {m^{3}/kg}}}                                                                                      | specific volume 比体積* {\displaystyle v={\frac {V}{m}}} SI単位: {\displaystyle {\rm {m^{3}/kg}}}                                                                                      | mass fraction 質量分率* {\displaystyle w_{\mathrm {B} }={\frac {m_{\mathrm {B} }}{m}}} SI単位: {\displaystyle {\rm {kg/kg=1}}} | mass fraction 質量分率* {\displaystyle w_{\mathrm {B} }={\frac {m_{\mathrm {B} }}{m}}} SI単位: {\displaystyle {\rm {kg/kg=1}}} | mass fraction 質量分率* {\displaystyle w_{\mathrm {B} }={\frac {m_{\mathrm {B} }}{m}}} SI単位: {\displaystyle {\rm {kg/kg=1}}} |

　* 日本語訳は「IUPAC 物理化学で用いられる量・単位・記号]　第３版　日本化学会監修　産業技術総合研究所計量標準総合センター訳　から採用した。

### 工業量
工業量（英: industrial quantity、engineering quantity）はJIS規格で定義されている量の分類であり、工業分野で使われる多くの量が含まれる。工業量を計ることを「工業計測」と呼び、物理量を計ることを「物理測定」と呼んでそれらを区別することも多い。JIS-Z8103の定義では「複数の物理的性質に関係する量で、測定方法によって定義される工業的に有用な量」であり硬さや表面粗さが含まれる。例えばロックウェル硬度の測定では、プローブである圧子の形状（長さおよび角度の次元の複数の量）、加える力（質量×長さ／時間の二乗）などを規定し試料の変形量（「長さ」次元の複数の量）を測定する。つまり複数の物理量を測定した上で計算されるのが硬さという工業量なのである。
なお工業量の中には以下の項目に挙げる心理物理量に属するものもある。

### 感覚量
感覚量、あるいは心理量とは人間が主観的に感じる感覚の強さである。
感覚量には個人差があり、同一人でも環境や体調による差がある。感覚量の一例として、皮膚による感覚である痛覚と温感も量的判断の下せる心理量と言える。触覚は量的に表現されることは希であり、感覚ではあっても感覚量とは言えないであろう。

### 心理物理量
感覚量に対応するよう構築・補正された物理量は心理物理量と呼ばれる。一例として以下が挙げられる：
- 視覚による量 光度、照度、色彩の諸量、光沢
- 聴覚による量 音の大きさで[独自研究?]単位はフォン、騒音レベル
- 味覚による量 甘さ、苦さ、酸味、旨味[独自研究?]
- 嗅覚による量 臭気濃度、臭気強度、臭気指数

### 感性工学
感性量は感覚量よりもさらに内面的に人の心が評価するような量のことである。しかし感性量と感覚量の境界は必ずしも明確ではない。心理量という言葉は感覚量のみならず感性量をも含んで使われることも多い。感覚量は人が感覚器官で感じたままの量であり、生理的には感覚神経の発火信号の量に相関すると考えられるが、感性量はさらに内面的にもしくは総合的に評価される量と言える。
様々な物理化学的刺激の強さとそれに対して生じる感性の相関を測定評価する試みは盛んに行われており、その結果を製品の質の向上や人間生活の向上に役立てようとする試みは感性工学と呼ばれている。日本では1998年（平成10年）10月に日本感性工学会が発足して研究が続けられている（外部リンク参照）。
感性量には例えば次のようなものが挙げられる。「食感」「風合い（ふうあい）」。また「手触り」「不快指数」「快適さ」「爽快感」 等々。

### 医学・生理学、医療
たとえば、「毒性」「半数致死量」「発癌性」「皮膚刺激性」「線量」などがある。
物理化学的刺激に対して生物は様々な生理的反応を示し、その反応の量は与えられた刺激の量に相関する。この反応の量は感覚量と性質が近く、通常は物理量とは呼ばない。ただし人間以外の生物では生理的反応量も物理化学的測定手段でしか測定することはできず、心理物理量に対応するような量として表現するしか方法がない。

### 社会科学
経済学では、生産量（英: production）や様々な通貨単位により計られる通貨量、金額、価格、所得、金利、国民総生産などが扱われている。
政治学において、国家運営の指針に何を据えるかについては様々なものがありうる。
20世紀には、先進諸国を中心に経済的な発展が国家運営の指針において大きな位置を占めており、国民総生産が目安とされてきた。しかし、国民の幸福は経済活動だけでは量れないということが次第に理解されるようになってきた。ブータンでは国民総幸福量が重視されている。これが世界的に注目されるようになり、日本でも国会などの政治の場で、この国民総幸福量がテーマとして扱われるようになった。

### 試験
試験の点数やゲームの得点などがある。

## 誘導方法等による分類

### 相対量と絶対量
測定により直接得られる測定値pと、これと同じ種類の量である基準値p0との差または比として示される量を、相対量と呼ぶ。このとき、pやp0を含む元の測定量のことを絶対量と呼ぶ。例えば、相対湿度と絶対湿度がある。「相対～」「絶対～」という用語が特に使われていない場合でも、何らかの基準値との差または比を取った値を相対値と呼び、相対値を測定したり使用したりすることは多い。

## 外延量と内包量
銀林と遠山らにより考案され日本の小学校算数教育で使われることのある分類概念である。熱力学で使われる示量変数 (extensive variable) および示強変数 (intensive variable) と発想が似てはいるが別の概念であり、自然科学一般分野や社会科学一般分野、日本国外ではこの分類概念はほとんど使われていない（外部リンクの英語版wikipedia「量」の項参照）。英語へは、外延量はextensive quantity、内包量はintensive quantityと訳されるが、この言葉は英語では熱力学で使われる示量変数および示強変数と同義語である（外部リンクの英語版wikipedia「物理量」、及び示量性と示強性を参照）。
銀林らの分類では、量はまず分離量と連続量に分けられる。連続量は外延量と内包量に分けられる。内包量は度と率に分けられる。ただし分離量を外延量とみなす立場もあるらしい。
外延量は加法性が成り立つ量であり、長さ、質量、時間、面積、体積などである。内包量は加法性が成り立たない量であり、温度、速度、密度、濃度、利率などである。内包量はまた、他の量の乗除によって生み出されたものであり、異なる単位の量同士の乗除によるものが度であり、同じ単位の量同士の乗除によるものが率である。例えば、速度、密度、温度は度であり、濃度、利率は率である。
ここでいう加法性とは測度論のなかの術語であり、二つの集合の合併が加法を意味するということである。つまり共通部分を持たない2つの集合A,Bにそれぞれ量f(A),f(B)が付随するとき、f(A∪B)=f(A)+f(B)が成立することである。例えば内包量である速度にも加法は定義されるが、上記の意味の加法性は成り立たない。つまり外延量とは測度論でいう可算加法的測度であると言える。
遠山によれば、量のなかには加法性の明らかでないものもあって、区別はつねに明確にできるとは限らない。また銀林によれば、角度は外延量と内包量の境にある量である。

## 量の演算と次元

### 量の次元とは
一般に同じ種類の量同士の間では和と差の演算が定義でき、結果は同じ種類の量になる。異なる種類の量同士の和や差には意味がない。同じ種類の量同士でも異なる種類の量同士でも積や商が定義できることがあり、その結果は演算した量のどちらとも異なる種類の量になる。例えば長さ同士の積は面積であり、長さの時間による商は速さである。このように異なる種類の量同士の間に特定の関係式が成り立つことがあるが、そのような関係式の解析は次元という概念を使うと簡単になることがある。
量の次元とは、相異なる量の間の関係式から具体的数値を無視して量の種類とそのべき乗だけに着目した概念である。具体的には定数係数を無視した等式として、次元の関係式を表す。すなわち、量 q の次元を[ q ]と表せば、以下のようないくつかの次元の関係式が例示できる。
1. [面積] = [長さ]2
2. [体積] = [長さ]3
3. [速さ] = [長さ][時間]−1
4. [加速度] = [長さ][時間]−2
5. [力] = [質量][長さ][時間]−2
6. [仕事] = [質量][長さ]2[時間]−2

具体的数値を考慮すれば、例えば立方体の体積Vと一辺の長さaとの関係は、それぞれの単位をuV,uLとして、
V/uV = (const)(a/uL)3
となり定数constは体積と長さの単位の採り方で変わる。例えば体積の単位としてL（リットル）を採れば、
1 L = 1,000 cm3 = 0.001 m3 = 61.02 inch3
なので、
V/L = (1/1,000)(a/cm)3 = 1,000(a/m)3 = (1/61.02)(a/inch)3
である。しかし指数3は常に変わらず上記の次元の関係式は単位の採り方によらない。さらにVを直方体や三角錐の体積とすれば、
V/m3 = abc/m3
V/m3 = (1/6)ah1h2/m3
などとなるが、やはり次元の関係式は同じである。つまり次元の概念を使えば具体的数値計算を行うことなく、また単位を考慮することもなく、相異なる量の間の関係が理解できるのである。具体的効用には次のようなものがあるが詳細は「次元解析」の項目に詳しい。
- 等式の両辺の次元が等しいか否かを確認することで、その等式の正しさのチェックができる。
- 見かけ上異なる量でも次元が等しければ本質的に同等か、強い関係があることが推定できる。
- ある未知の等式が特定のn種類の量 (q1, q2, ..., qn) の全てを含む場合、次元のみの関係から等式の形が推定できる。（次元解析の項目に良い具体例がある。）

ここで次元が等しいというのは、既知の次元式を用いていくつかの量を他の量の組み合わせで置換して両辺に含まれる量の種類を同じにしたとき、各量の指数が一致するということである。例えば、
[力積] = [力][時間] = [質量][長さ][時間]−1 = [運動量]
となり、力積は運動量に対応することが次元解析のみから推定でき、実際に力積は運動量に変換される。ここで力積と運動量は次元は同じだが異なる種類の量であることには注目すべきである。一般に同じ種類の量ならば次元は等しいが、その逆は必ずしも成り立たない。他にも、仕事と力のモーメントはどちらも[力][長さ]の次元を持つが異なる種類の量であり、互いに物理的に変換するということもない。この場合どちらも力と長さの積ではあるのだが、仕事ではその長さは力に平行な方向の長さであり、力のモーメントでは力に垂直な方向の長さであるという違いがある。

### 基本量と組立量
以上のような次元解析の操作は次のように基本量を定めると計算が簡単になり理解しやすくなる。
n種類の量の間にk個の互いに独立な関係式が成り立っていれば、(n − k)個の任意の量を基本量として定め、他の量は基本量の組み合わせで表すことができる。例えば前記の例示式では、質量、長さ、時間を基本量として、他の6種の量の次元を基本量の次元のみで表している。基本量の組み合わせで表すことができる量を組立量というが、基本量が定まれば組立量の次元は基本量のみの次元の積として一意的に表せる。次元を一意的に表せば、2つの量の次元が同じかどうかはひと目でわかる。このような一意的表現のことも、その組立量の次元と呼ぶ。

### 物理量以外での次元
自然界で測定可能な量、いわゆる広義の物理量では、量の間の関係式は自然法則と量の定義により決まるものなので、次元を使う考察は汎用性が高く有用である。しかし次元は物理量だけにしか使えない概念ではなく、定義がきちんと定まった量でありさえすれば社会的な量などにも通用する。例えば、
人件費 = 時給･工数
という関係式の各量の次元は次のように考えられ、両辺の次元は等しいことがわかる。
[金額] = ([金額][人数]−1[時間]−1)×([人数][時間])
社会学や経済学では既知の量の組み合わせ（乗除などの演算）により様々な量が定義されているが、次元を考えればこれらの量の組み合わせ方が露わになり理解がしやすくなるのである。

## 量ではない例

### 名義的性質
名義的性質（英: nominal property）とは、定量的に示すことができない、現象、物体または物質の特性である。大きさを持たないため、ISO/IEC80000やJIS Z8000規格群に定められる量ではない。名義的性質は、英数字コード又は他の手段を用いた語句で表現することができる値をもつ。
例
- 人間の性別
- 塗料見本の色
- 化学分野での斑点試験（spot analysis）の色
- JISで規定する2文字の国名コード
- ポリペプチドにおけるアミノ酸の配列